# Justyniszki
Justyniszki (lit. Justiniškių seniūnija, Justiniškės) – prawobrzeżna dzielnica administracyjna Wilna, powstała w latach 1980. na terenach pomiędzy przedwojennymi wsiami Zbrodno, Wierszuliszki, Smolnica i Bujwidziszki. Czasami dzielnicę nazywa się błędnie Justynówka od przedwojennego folwarku o tej samej nazwie, jednak folwark ten leżał bardziej na wschód od terytorium dzisiejszej dzielnicy Justyniszki, na terenie współczesnej dzielnicy Szeszkinie.